# Voodoo Lounge Live
Voodoo Lounge Live är en live-DVD av Rolling Stones som spelades in 1994 i Miami.

## Låtlista
1. Not Fade Away
2. Tumbling Dice
3. You Got Me Rocking
4. (I Can't Get No) Satisfaction
5. Angie (Mini scenen)
6. Sweet Virginia (Mini scenen)
7. It's All Over Now
8. Stop Breaking Down
9. Who Do You Love (Bo Diddley)
10. Miss You
11. Honky Tonk Women
12. The Worst (Keith sjunger)
13. Sympathy For The Devil
14. Start Me Up
15. It's Only Rock'n'Roll
16. Brown Sugar
17. Jumpin' Jack Flash